# Heike Merker
Heike Merker, née à Berlin (Allemagne), est une artiste maquilleuse allemande.

## Biographie
Heike Merker appris son métier à Berlin à l'école de l'art du maquillage de l'artiste Hasso von Hugo (de).
Son premier travail de plus d'envergure est pour le film Sonnenallee (1999) de Leander Haussmann suivi entre autres de Good Bye, Lenin!, Herr Lehmann, Barfuss et Les Particules élémentaires (Elementarteilchen).
Suivent des coproductions internationales comme La Vallée des fleurs en 2006, La Révélation (Sturm, 2009), John Rabe, le juste de Nankin (2009), Anonymous de Roland Emmerich (2011) et Cloud Atlas de Lana et Andy Wachowski (2012).

## Filmographie (comme maquilleuse)

### Au cinéma
- 1987 : September
- 1999 : Requiem für eine romantische Frau
- 1999 : Sonnenallee de Leander Haussmann
- 1999 : Waschen, schneiden, legen
- 2001 : Mondscheintarif
- 2001 : Julietta
- 2003 : Good Bye Lenin!
- 2003 : September
- 2003 : Herr Lehmann
- 2003 : Irgendwas ist immer
- 2004 : Schatten der Zeit
- 2005 : Barfuss de Til Schweiger
- 2005 : Nick Knatterton - Der Film
- 2006 : Les Particules élémentaires (Elementarteilchen)
- 2006 : Reine Formsache
- 2006 : La Vallée des fleurs (Valley of Flowers)
- 2007 : Das wilde Leben
- 2007 : Rennschwein Rudi Rüssel 2 - Rudi rennt wieder!
- 2008 : Le Maître des sorciers (Krabat)
- 2009 : La Révélation (Sturm) de Hans-Christian Schmid
- 2009 : John Rabe, le juste de Nankin
- 2009 : Das Vaterspiel
- 2009 : Lila, Lila
- 2010 : Goethe! de Philipp Stölzl
- 2010 : Boxhagener Platz
- 2011 : Anonymous de Roland Emmerich
- 2012 : Cloud Atlas de Lana et Andy Wachowski
- 2012 : Zettl
- 2013 : Der Medicus (The Physician)
- 2014 : The Grand Budapest Hotel
- 2015 : A Hologram for the King (post-production)
- 2015 : Point Break (post-production)

### À la télévision
- 1996 : Unbeständig und kühl (TV)
- 1996 : SK Babies (série TV)
- 1998 : Ein Fleisch und Blut (TV)
- 1999 : Die hohe Kunst des Seitensprungs (TV)
- 2000 : Vertrauen ist alles (TV)
- 2000 : Kaffee und Kippen (TV)
- 2001 : Schluss mit lustig! (TV)
- 2001 : Rosa Roth (série TV)
- 2002 : Die Rückkehr (TV)
- 2003 : Die Musterknaben III - 1000 und eine Nacht... (TV)
- 2004 : Carola Stern - Doppelleben (TV)
- 2005 : Der Vater meiner Schwester (TV)

## Récompenses, distinctions et honneurs
- Deutscher Filmpreis :
  - 2011 : Goethe! de Philipp Stölzl (partagé avec Kitty Kratschke)
  - 2012 : Anonymous de Roland Emmerich (partagé avec Björn Rehbein)
- 2013 : Saturn Awards pour Cloud Atlas de Lana et Andy Wachowski
- 2015 : étoile sur le Boulevard des stars à Berlin